# شون كينغ
شون كينغ (بالإنجليزية: Shaun King)‏ هو لاعب كرة قدم أمريكية أمريكي، ولد في 29 مايو 1977 في سانت بيترسبرغ في الولايات المتحدة.

## وصلات خارجية
- شون كينغ على موقع مرجع كرة القدم المحترفة.كوم (الإنجليزية)